# 꿈틀운동

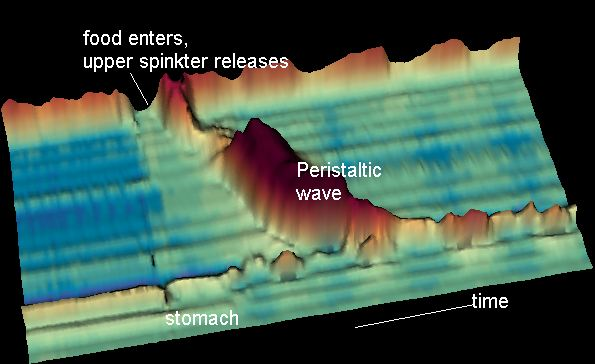
물을 삼킨 뒤 나타나는 꿈틀운동파의 시간-공간 모식도. 압력이 높으면 빨간색으로, 압력에 0이면 청록색으로 그려져 있다. 그림 위쪽 부분의 솟은 부분은 물이 지나가도록 짧은 시간 동안만 열리는 위식도조임근의 높은 압력을 뜻한다.

꿈틀운동(peristalsis) 또는 연동운동(蠕動運動)은 관 모양의 기관에서 근육이 수축과 이완을 율동적으로 반복하는 것을 말한다. 이 수축과 이완은 관의 한쪽 방향으로 전달된다. 먼저 위장관벽을 둘러싸고 있는 세로근육층의 수축과 돌림근육층의 이완이 일어나고, 그 후 돌림근육층이 함께 수축한다.
사람의 위장관계와 같은 대부분 동물의 소화계에서 평활근 조직이 순차적으로 수축하여 꿈틀운동파(연동운동파, 연동파, peristaltic wave)를 만들어낸다. 꿈틀운동파는 위에서 미즙이 되기 전 상태인 음식 덩어리를 밀어낸다. 꿈틀운동에서는 먼저 돌림근육층이 이완하고, 이후 씹어서 삼킨 물질이 다시 뒤로 돌아가지 않도록 돌림근육층이 수축하고, 세로근육층이 차례로 수축하여 삼킨 것들을 앞으로 밀어낸다.
지렁이는 이동하기 위해 비슷한 원리를 이용하는데, 로봇 분야 등에서는 이를 모방하려는 시도가 있다.
영어 단어 'peristalsis'는 본래 근대 라틴어 단어이며 그 유래는 그리스어로 '감싸다'라는 뜻의 단어 'peristellein'이다.

## 사람에서
꿈틀운동은 일반적으로 꼬리쪽을 향한다. 즉 식도에서 항문으로 향한다. 이렇게 꿈틀운동이 한 방향이 일어나는 것은 근육층신경얼기가 한쪽으로 편향되어 존재하기 때문일 수 있다. 꿈틀운동 반사(peristaltic reflex)가 근육층신경얼기에 의존하여 발생하므로 'myenteric plexus'라는 표현도 쓰인다.

### 반사의 기전
음식 덩어리는 창자를 둘러싸는 평활근이 신장되게 하여 감각 신경 세포로 세로토닌을 분비하게 하며, 이로 인해 감각 신경 세포가 활성화된다. 이 감각 신경 세포들은 차례로 근육층신경얼기의 신경 세포들을 활성화하며, 이후 정방향과 역방향의 두 가지 콜린성 경로로 나누어져 신호가 전달된다. 역방향 경로의 활성화된 신경 세포들은 P물질과 아세틸콜린을 방출하여 음식 덩어리보다 뒤에(= 입에 가까운 쪽에) 있는 평활근이 수축하도록 만든다. 이와 달리, 정방향 경로의 활성화된 신경 세포들은 일산화 질소(NO)와 혈관작용성 장 펩타이드(VIP)를 방출하여 음식 덩어리보다 앞에(=항문에 가까운 쪽에) 있는 평활근이 이완하게 한다. 이런 식으로 음식 덩어리가 소화계를 따라 밀려나면서 효율적으로 이동할 수 있다.

### 식도
음식이 잘게 씹혀서 덩어리로 된 후, 음식 덩어리는 삼켜져서 식도를 통해 움직인다. 덩어리 뒤의 평활근은 수축하며 다시 입으로 역류하지 않도록 막는다. 그러면 율동적인 수축이 일어나 음식을 강하게 위로 밀어내게 된다. 이동성 위장관 복합운동(MMC)은 꿈틀운동파 발생을 돕는다. 여기서 꿈틀운동 과정은 한 방향으로만 일어나며, 식도에서의 기능은 오직 입에서 위로 음식을 밀어내는 것뿐이다. 한편 MMC는 위에서 남은 음식을 작은창자로 비우거나, 작은창자에 남은 음식 입자를 큰창자로 치우는 데에 기여한다.

꿈틀운동을 간단하게 나타낸 그림

식도에서는 두 종류의 꿈틀운동이 일어난다.
- 첫 번째로 일차꿈틀운동파(일차연동파, primary peristaltic wave)는 음식 덩어리가 무언가를 삼켜서 식도로 들어가는 동안 발생한다. 일차꿈틀운동파는 식도를 통해 내려가며 음식 덩어리를 위까지 내려가게 하며, 8~9초 간 지속된다. 음식 덩어리가 파동보다 더 빠르게 내려가는 경우에도 일차꿈틀운동파는 위까지 내려가며, 음식 덩어리가 어떠한 이유로 식도에서 멈추고 더 이상 내려가지 않아도 계속된다.
- 음식 덩어리가 식도에서 다 내려가지 않거나 일차꿈틀운동파보다 느리게 내려가는 경우 식도의 벽에 존재하는 신장 수용기와 국소적인 반사 반응은 음식 덩어리 주변에서 이차꿈틀운동파(이차연동파, secondary peristaltic wave)를 일으켜 덩어리를 더욱 식도 아래쪽으로 밀어낸다. 음식 덩어리가 위로 들어가기 전까지 이차꿈틀운동파는 계속 지속된다. 꿈틀운동 과정은 숨뇌에 의해 매개된다. 이러한 꿈틀운동은 일반적으로 식도내압검사를 통해 평가한다.
- 세 번째 종류인 삼차꿈틀운동(tertiary peristalsis)은 기능성이 아니며 불규칙적이고, 광범위하게 동시에 식도가 수축하는 것이 특징이다. 이러한 식도의 운동을 통해 식도 운동 장애를 의심할 수 있으며, 바륨삼킴검사에서 코르크따개식도 소견으로 나타난다.[8]

### 위
꿈틀운동파가 식도의 끝에 이르면, 들문조임근이 열리면서 음식 덩어리가 위로 들어갈 수 있게 된다. 들문조임근은 보통 닫힌 채로 있으므로 한번 들어간 위의 내용물이 다시 역류하지 못하게 한다. 위의 두꺼운 근육으로 된 벽은 음식을 산성인 위액과 잘 섞이게 하여 미즙 상태로 만든다. 위의 근육층은 위장관계에서 가장 두꺼우므로 가장 강하게 꿈틀운동을 일으킨다. 짧은 간격을 두고 날문조임근은 열리고 닫히기를 반복하는데, 이는 작은창자로 미즙을 조금씩 나누어 흘려보내기 위해서이다.

### 작은창자
위에서 소화된 반액체 상태의 미즙은 날문조임근을 지나 작은창자로 들어간다. 위를 한번 지나면 일반적인 꿈틀운동파는 오직 수 초 동안만 지속되며, 초당 몇 cm 정도만 이동한다. 그 주된 목적은 미즙을 창자를 따라 움직이게 하는 것보다는, 창자 안에서 미즙을 잘 섞기 위함이다. 이 섞기 과정과 작은창자의 영양소 흡수 과정을 고치면서 미즙은 작은창자에서 큰창자로 점차 이동한다.
작은창자에서는 꿈틀운동과 별개로 분절수축이라고 하는 과정이 일어난다. 분절수축은 미즙을 한번 나누었다가 다시 합치면서 잘 섞이게 만든다. 따라서 꿈틀운동과 대조적으로, 분절수축은 소화계를 따라 물질을 내려보내는 것이 아닌 섞는 역할을 한다.

### 큰창자
큰창자는 작은창자가 하는 것과 같은 종류의 꿈틀운동을 하나, 큰창자에서는 주된 추진력 역할을 하지 않는다. 대신 집단수축(mass contraction)이라고 하는 일반적인 수축이 하루에 1~3번 발생하여, 대변이 된 미즙을 곧창자를 향해 밀어낸다. 위와 샘창자에 미즙이 존재하면 위잘록창자반사에 의해 집단수축이 촉진되므로, 집단수축은 종종 식사에 의해 유발되는 경향이 있다. 곧창자의 근육층은 위장관계에서 가장 얇으므로 꿈틀운동도 가장 약하게 일어난다.

### 림프계
사람의 림프계에는 순환계의 심장 같이 중추적인 역할을 하는 펌프가 없다. 대신 림프는 모세림프관의 꿈틀운동과 판막, 인접한 골격근의 수축, 동맥의 맥박 등을 통해 움직인다.

### 정액
사정하는 동안 수정관의 벽에 있는 평활근이 반사적으로 수축하여 정자를 고환에서 요도로 밀어낸다.